# キバナノツキヌキホトトギス
キバナノツキヌキホトトギス（黄花の突抜杜鵑草、学名:Tricyrtis perfoliata）は、ユリ科の植物であり、世界で尾鈴山にのみ自生する固有種である。

## 特徴
渓流の崖から垂れ下がるように生える多年生の草本であり、全長は50-70センチメートル、葉の長さは8-17センチメートルになる。葉が茎の回りを巻くようにつながり、茎が葉を突き抜いているように見えることからこの名が付けられた。9月下旬から10月初旬にかけて葉の付け根に黄色の花を咲かせる。

## 発見の経緯
1931年（昭和6年）、宮崎高等農林学校（後の宮崎大学農学部）教授の宮沢文吾が発見し「ツキヌキホトトギス」と命名して発表した。ところがその後、1935年（昭和10年）、都城中学校（後の宮崎県立都城泉ヶ丘高等学校）教諭の鮫島穎が採集した標本に正宗厳敬博士が「キバナノツキヌキホトトギス」と命名し、この名が一般に定着した。

## 保全状態評価
絶滅危惧IB類 (EN)（環境省レッドリスト）
- レッドデータブックによると、栽培用の採取などによって個体数は減少傾向にあり、現生個体は約100個体と推定されている[3]。2007年のレッドリストの見直しの際に、それまでの絶滅危惧IB類から絶滅危惧IA類に格上げされ、2012年に再び絶滅危惧IB類に見直しされた。